# تازة كندموران
تازة كندموران (بالإنجليزية: Tazeh Kand-e Muran)‏ هي مستوطنة تقع في قسم اجارود الشرقي الريفي في إيران. يقدر عدد سكانها بـ 125 نسمة .